# Phronia brevifurcata
Phronia brevifurcata är en tvåvingeart som först beskrevs av Günther Enderlein 1910.  Phronia brevifurcata ingår i släktet Phronia och familjen svampmyggor.
Artens utbredningsområde är Seychellerna. Inga underarter finns listade i Catalogue of Life.